# Wálter Céspedes Salazar
Wálter Céspedes Salazar (Nicoya, 17 de enero de 1954) es un administrador y político costarricense, actual alcalde del cantón de Matina. 
Militante del Partido Unidad Social Cristiana, quien fue diputado de la Asamblea Legislativa en dos ocasiones (1998-2002 y 2010-2014). Es hijo de Arnoldo Céspedes Fernández y Emilce Salazar.

## Carrera
Es administrador y comerciante, fue diputado por la provincia de Limón de 1998 al 2002, y luego fue presidente ejecutivo del IDA en la administración de Abel Pacheco de la Espriella, en el 2002. Dejó esa institución en el 2005 para lanzarse como candidato a diputado en las elecciones del 2006, pero fue parte de un grupo de exdiputados que se molestó con el entonces candidato Ricardo Toledo Carranza y desistió de su pretensión. En las elecciones del 2010, encabezó la papeleta del Partido Unidad Social Cristiana en Limón. Resultó ganador alcalde del cantón de Matina en las elecciones municipales del 2020.